# Čenkovce
Čenkovce (in ungherese Csenke) è un comune della Slovacchia facente parte del distretto di Dunajská Streda, nella regione di Trnava.